# Marta Jeschke
Marta Jeschke (Wejherowo, 2 juni 1986) is een atleet uit Polen.
In 2010 liep zij in Barcelona op de Europese kampioenschappen atletiek 2010 met 42,68 seconde een Pools nationaal record op de 4x100 meter estafette.
Wereldkampioenschappen atletiek 2007
Op de Olympische Zomerspelen van 2008 nam Jeschke deel aan de 200 meter en de 4x100 meter estafette.
Op de Olympische Zomerspelen van 2012 nam ze deel aan de 100 meter sprint en de 4x100 meter estafette.
Op de Europese kampioenschappen atletiek 2012 behaalde ze een bronzen medaille op de 4x100 meter estafette.
- World Athletics: 14293783